# Route des Lacs
La route des Lacs est une voie située dans le 16e arrondissement de Paris, en France.

## Situation et accès
Elle se trouve dans le bois de Boulogne.

## Origine du nom
La voie est nommée en référence aux lacs du bois de Boulogne.